# Embrace (album 1987)
Embrace è l'unico album studio della band post-hardcore omonima, pubblicato nel 1987.
Registrato tra il 1985 ed il 1986, anno di scioglimento della band, il disco è stato pubblicato dalla Dischord Records di proprietà del fondatore, cantante e produttore Ian MacKaye, precedentemente leader dei Minor Threat, che di lì a poco darà vita agli Egg Hunt e successivamente ai Fugazi.
L'album è molto noto per esser considerato una delle prime produzioni emo della storia unitamente a quelle dei Rites of Spring.

## Tracce
1. Give Me Back – 2:32
2. Dance of Days – 2:16
3. Building – 1:58
4. Past – 1:53
5. Spoke' – 2:00
6. Do Not Consider Yourself Free – 2:23
7. No More Pain – 3:11
8. I Wish I – 2:11
9. Said Gun – 2:11
10. Can't Forgive – 2:31
11. Money – 2:37
12. If I Never Thought About It – 2:32
13. End of a Year – 2:36
14. Last Song – 2:27

## Formazione
- Ian MacKaye - voce, chitarra
- Michael Hampton - chitarra
- Ivor Hanson - basso
- Chris Bald - batteria